# Laura Dijkema
Laura Dijkema (Beilen, 18 februari 1990) is een Nederlandse volleybalster. Zij debuteerde in 2010 in het Nederlands team, tijdens de Montreux Volleyball Masters tegen Cuba.
In 2016 werd Dijkema geselecteerd voor het Nederlands vrouwenteam dat heeft deelgenomen aan de Olympische Spelen in Rio de Janeiro. Tijdens de Olympische Spelen in Rio bereikte het Nederlands team een historische 4e plaats.
Dijkema begon met volleybal bij de club Smash in haar geboorteplaats Beilen. In 2006 maakte ze haar debuut als 16-jarige in de eredivisie bij DOK uit Dwingeloo in Nederland. Van 2011 tot 2016 speelde Dijkema bij verschillende clubs in Duitsland, waarvan ook een seizoen in Ankara, Turkije. In 2016 maakte Dijkema de overstap naar de Italiaanse competitie naar Igor Gorgonzola Novara. 
Voor het seizoen 2018-19 heeft ze een contract getekend bij Il Bisonte Firenze in Italië als spelverdeelster.
In 2020 speelt ze voor Lokomotiv Kaliningrad.